# Аустралијски Алпи
Аустралијски Алпи (енгл. Australian Alps или Alps) су јужни део Велике разводне планине (енгл. Great Dividing Range), планинског ланаца уз саму обалу Пацифичког океана. Алпи се простиру преко аустралијске престоничке територије, Новог Јужног Велса и Викторије, три од шест аустралијских држава. Поред ових држава, Алпи укључују и  шеснаест националних паркова и резервата. Планина мења име по држави кроз коју пролази, тако да је у Новом Јужном Велсу „Снежна планина” (енгл. Snowy Mountains) док је у Викторији брдо „Бриндабела” (енгл. Brindabella Range). Планина је данас препознатљива по присуству снега током јануара, са једним од најбољих скијалишта у региону.

## Географија

### Аустралијска престоничка територија
Аустралијска престоничка територија (енгл. Australian Capital Territory) је аутономна област Аустралије у оквиру које се налази главни град Канбера. У овом делу пролази алпински ланац којег становништво назива брдо Бриндабела. На локалном језику име се преводи „два пацова-кенгура“. Међутим, постоји објашњење да назив потиче од Бринди Бринди (или Бренди Беар), локалног израза који значи „вода која тече преко стена“.
Ланац чини значајан хоризонт западно од града Канбера, главног града Аустралије. Национални парк Бриндабела налази се северозападно од границе између Новог Јужног Велса и аустралијске престонице и граничи се са националним парком Намадги. Парк се простире на површини од 213,6 km².
Брдо Бриндабела, на северу, поседује гранитна брда који су у ствари дубинске магматске стене, из групе киселих магматских стена које имају грануларану и фанеритну текстуру. Ту се, такође, налази и највиша тачка аустралијске престоничке територије, планина Бимбери (1912 м). Вегетација се протеже од зељастих равница, алпских ливада па до шуме еукалиптуса. Фауна је такође разнолика: источни сиви кенгури, валабији, вомбати, свраке, папагаји, вране.

### Нови Јужни Велс
Снежне планине су највиши планински ланац на аустралијском континенту са највишом тачком, планином Кошћушко, са врхом од 2.228 m надморске висине. Планина се налази јужно од града Канбера, у Јужном Новом Велсу и део су аустралијских Алпа. Ту се, такође, налази национални парк Кошћушко који је један од најзначајнијих националних паркова у Аустралији. Простире са на површини од 670.000 хектара. Подручје је заштићено 1944. године и званично је класификовано као део националног парка 1967. године. Ту се налазе четири скијалишта Новог Јужног Велса.
Врх Товнсенд је други највиши врх Аустралије (2.209 метара). Смештен је 3,68 km северно од планине Кошћушко. Планина Јагунгал (2.061 метара) је изоловани врх, северно од националног парка Кошћушко. Налази се усред простране равнице, видљив је издалека и његов врх пружа величанствен поглед на целу регију, али је његов успон јако тежак.
Кроз Снежне планине теку главни речни токови југоистока Аустралије. Извор реке „Снежна река” (енгл. Snowy River) извире на овој планини на надморској висини од  2.200 метара. Река Марумбиџи (енгл. Murrumbidgee) извире такође на овој планини. Ток реке је усмерен према западу, кроз територију савезне државе Нови Јужни Велс и слива се у ушћу реке Мари, која пролази кроз главни град Аустралије — Канберу. Река, такође, има неколико притока од којих су најзначајнији Молонгло, Лаклан и Аберкромби. Током 1970-их година у горњем току реке изграђене су хидроцентрале.
Највише регије планина имају алпску климу, која је карактеристична по дугим и оштрим, хладним зимама са доста снега и кратким и свежим летима. Ова клима је ретка у Аустралији. Најнижа температура, 29. јуна 1994, забележена је -23 °C. Планина је покривена алпским шумама. нарочито еукалиптусом. У пустињском делу планине Акација је предоминантна. Највиши град се налази овде, у питању је град Камбора са 60 становника. Град је на највишој надморској висини у целој Аустралији. Камбора је израђена 1954. године користећи монтажне куће, као део плана коришћења земљишта Снежних планина. Налази се у границама националног парка Кошћушко, на путу између Киандре и Какобана, друге хидроелектране у региону. Киандра је на 1.400 м надморске висине, напуштени је град из доба златне грознице и родно место скијања у Аустралији.

### Викторија
Викторија је једна од шест аустралијских држава. Налази се у југоисточном делу и најмања је од свих осталих копнених држава али је веома урбанизована и најгушће насељена. Главни и највећи град Викторије је Мелбурн. Има преко 5 милиона становника, а око 70% живи у главном граду. Највиши врх је на планини Богонг и износи 1.986 m. Први успон направио је 1854. године ботаничар, барон Сир Фердинанд вон Муелер. Назив за врх је абориџинског порекла и значи „дебели момак“.
На њега се може попети без посебне опреме, а на располагању је неколико стаза. Најкраћи пут је преко степеништа који је дугачак 8. километара, није сувише тежак и потребно је четири сата хода. С друге стране, потребно је знати да је врх стално захваћен маглом и да су температуре ниске тако да је потребно имати барем неопходну опрему против хладноће и специјалне наочаре.
У овом региону се, такође, гаји лептир Богонг чију су гусеницу некада конзумирали староседеоци ове планине.
Овај регион је један од највећих подручја у Аустралији покривених снегом током зиме. Регија је позната по алпском скијању и скијашком трчању у зимским месецима. Стаза која се назива „стаза за шетњу”, користи се за скијашко трчање зими и планинарење лети. Подножје планине прекривено је густим шумама Еукалиптуса.
Феатхероп (енгл. Feathertop) је други највиши врх Викторије. Уздиже се на 1.922 метра надморске висине. Назив је добио по снегу који је присутан на врху током јануара и који изгледа као перје.

## Клима
На Аустралијским Алпима подручје је влажно и кишовито. Зима је хладна, док су лета свежа. Температуре су ниске и у зимским данима, док снег се може наћи на надморској висини од 1 500. метара. Због ових климатских услова, планина је позната по ски спорту, као и прелепим ски стазама.
Клима, биљке и животиње заједно стварају биом. Екваторијални биоми су врући и влажни (тропски), док у нижим надморским висинама, хладни и умерени. Клима биома ће одредити које ће биљке тамо расти и које ће животиње насељавати то подручје. Планинска клима дели иста годишња доба која могу бити влажна и сува. Ултра-љубичасто зрачење се такође може приметити на већим надморским висинама због ређе атмосфере. Планинари се морају добро заштитити, а животиње крити у хладовини. Током јаких ветрова, температура ваздуха пада због тога што ветар одузима заробљену топлоту.
Киша је такође већа у планинским пределима од околних низија. То је због орографских падавина. Доминантни обрасци ветра присиљавају ваздух да се пење и прелази преко планине. Како се ваздух подиже, он се хлади и влага у ваздуху се кондензује и пада у облику кише.
Клима Аустралије се много пута мењала. Пре шест милиона година прашуме су покривале већи део Аустралије, укључујући и Алпе. Пре три милиона година доминирали су хладнији услови са повећаним падавинама. Простране хладне равнице без дрвећа замениле су вегетацију прашуме тако да су алпске биљке и животиње почеле да колонизују то подручје. У последња два милиона година подручје је неколико пута било покривено ледом. У леденим периодима, биљке и животиње које нису могле да поднесу хладноћу имигрирале су на осталим деловима територије. Последње ледено доба завршило се пре само 10.000 година.
Пораст температура широм света због ефекта стаклене баште имаће значајан утицај на Аустралијске Алпе. Глобална просечна температура порасла је за приближно 0,6 °C у последњих 100 година и предвиђа се да ће и даље расти. Просечно глобално загревање од 0,7 до 2,5 °C предвиђа се до 2050. године, а 1,4 до 5,8 °C до 2100. године.
| Клима Аустралијски Алпи                                                         | Клима Аустралијски Алпи | Клима Аустралијски Алпи | Клима Аустралијски Алпи | Клима Аустралијски Алпи | Клима Аустралијски Алпи | Клима Аустралијски Алпи | Клима Аустралијски Алпи | Клима Аустралијски Алпи | Клима Аустралијски Алпи | Клима Аустралијски Алпи | Клима Аустралијски Алпи | Клима Аустралијски Алпи | Клима Аустралијски Алпи |
| Показатељ \ Месец                                                               | .Јан.                   | .Феб.                   | .Мар.                   | .Апр.                   | .Мај.                   | .Јун.                   | .Јул.                   | .Авг.                   | .Сеп.                   | .Окт.                   | .Нов.                   | .Дец.                   | .Год.                   |
| ------------------------------------------------------------------------------- | ----------------------- | ----------------------- | ----------------------- | ----------------------- | ----------------------- | ----------------------- | ----------------------- | ----------------------- | ----------------------- | ----------------------- | ----------------------- | ----------------------- | ----------------------- |
| Максимум, °C (°F)                                                               | 21 (70)                 | 21 (70)                 | 18 (64)                 | 14 (57)                 | 10 (50)                 | 6 (43)                  | 5 (41)                  | 6 (43)                  | 10 (50)                 | 13 (55)                 | 16 (61)                 | 19 (66)                 | 13,3 (55,8)             |
| Минимум, °C (°F)                                                                | 7 (45)                  | 7 (45)                  | 4 (39)                  | 2 (36)                  | 0 (32)                  | −3 (27)                 | −4 (25)                 | −3 (27)                 | −1 (30)                 | 1 (34)                  | 3 (37)                  | 5 (41)                  | 1,5 (34,8)              |
| Извор: Центар за метеоролошка и климатска истраживања примењена на пољопривреду |                         |                         |                         |                         |                         |                         |                         |                         |                         |                         |                         |                         |                         |

## Историја
Регион је био настањен Абориџинима, домородачког народа Аустралије који сматрају увредљивим термин Абориџини. Европљани су по први пут посетили планину 1835. године. Павел Едмунд Стрелецки је организовао експедицију 1839. Едмунд се попео на највиши врх аустралијског континента и именовао га планином Кошћушко, одавши почаст Тадеушу Кошћушку, једном од националних хероја Пољске који се борио у америчком рату за независност као пуковник на страни Вашингтона. Амерички рат, који је такође познат и као амерички револуционарни рат, је био рат између Краљевине Велике Британије и тринаест „Уједињених колонија“ (Њу Хемпшир, Масачусетс, Роуд Ајланд, Конектикат, Њујорк, Њу Џерзи, Пенсилванија, Делавер, Мериленд, Вирџинија, Северна Каролина, Јужна Каролина и Џорџија). Рат је представљао врхунац политике америчке револуције током које су колонисти хтели да збаце британску власт. Битком код Лексингтона (18. априла 1775) отпочео је рат за стицање независности. Током рата, 4. јула 1776. донета је декларација независности и проглашена самосталност од британске круне. За заслуге у том рату Тадеуш је добио чин генерала.
Пре европске колонизације, регион планине Бриндабела населили су Абориџини Нгунавал, Валгалу и Дјимантан. Прва колонизација је била 1830. године, а затим су дошли досељеници који су могли купити прво земљиште. Злато је откривено 1860. године, али експлоатација је започела тек 1880. године. Компанија за рударство злата „Бриндабела” основана је 1887. Рударство се наставило све до 1910. године. Подручје је сада пољопривредно. Аустралијски писац Милес Франклин одрастао је у региону и написао аутобиографско дело „Детињство у Бриндабели”, где бележи своје детињство у тој долини.
У 19. веку заједница копача злата створила је рударски град Киандра. Скијање је започело у Киандри 1861. године, а касније у региону Кошћушко. Како је туризам у Викторији почео 1880-их, подручје око спектакуларне клисуре проглашено је националним парком 1898. године. Кућица „врх Буфало” саграђена је 1910, убрзо након изградње првог пута који води до ове висоравни. За следеће генерације, парк је постао омиљена дестинација за одмор, за скијање и клизање. На том месту су постављени први ски лифтови у Аустралији.
Када је 5. децембра 1906. године у Снежним планинама основан национални парк Кошћушко, парк је први пут добио име национални парк Снежне Планине али је преименован 1967. године. Пре него што је постао национални парк, подручје је било посвећено сточарству. Човек са снежне реке (енгл. The Man From Snowy River), једна од најпознатијих песама у Аустралији, коју је написао један од њених најпознатијих песника, Бањо Патерсона.
Шема снежних планина, (енгл. Snowy Mountains Scheme) била је грађевина модерног света која је спроведена између 1949. и 1974. године. Укључивала је скретање водотока ради производње електричне енергије и наводњавања. Становништво суседних градова је учествовало у изградњи брана.
Алпски национални парк у Викторији, смештен североисточно од Мелбурна, ограђује велики део Великих разводних планина који је данас скијашко подручје. Парк је подложен учесталим пожарима. Велики пожари од децембра 2006. до јануара 2007. уништили су више од 10.000 km² шуме.
Необично за аустралијски национални парк, одређен број грла стоке сме да пасе у парку током летњих месеци. У мају 2005. године, држава Викторија објавила је да планира забранити ову праксу, али је савезна влада поништила њену одлуку.

## Екологија
Аустралијски Алпи су важни за очување, рекреацију и сливу воде, с тим што се већина њихових источних падина вештачки преусмеравају у реку Мураји и њену притоку Мурумбидге захваљујући пројекту високоградње под називом „Снежне планине”. Заштићени су великим националним парковима, посебно националним парком Кошћушко у Новом Јужном Велсу и Алпском националним парком у Викторији. Овим парковима управљају аустралијска влада и агеница за националне паркове.
Аустралијски Алпи, такође, садрже једина скијалишта на копну Аустралије. Заједно са градом Карамура у Новом Јужном Велсу, практично су једина стална насеља на том подручју. Неколико градова средње величине могу се наћи у долинама испод подножја.
Аустралијски Алпи нису толико високи, нити толико стрми, као Алпи Европе, Јужни Алпи Новог Зеланда или планине Анди, а до њихових врхова може се доћи без употребе планинарске опреме.

### Птице
Аустралијске Алпе је Бирд лајф класификовао као важно птичје подручје. Планинске шуме и шуме настањују птице Миро и Pycnoptilus floccosus.

### Инсекти
Богат мољац сезонски мигрира на велике удаљености и присутан је на овим просторима. Током зиме. може се наћи у пећинама. као и лети на различитим местима широм планинског венца како би избегао високе температуре. Мољац је извор хране за многе врсте животиња које живе у региону, као што је угрожени планински пигматски опсум. Међутим, мољац је био и биовектор арсена, преносећи га са низијских хранилишта на велике удаљености у планине, што доводи до биоакумулације елемента у животној средини и животиња у планинском ланцу.

### Шумски пожари
Због претежно вруће, суве климе, грмљавински пожари у Аустралији се често јављају, посебно у добро пошумљеним областима аустралијских Алпа. Алпе, посебно викторијанске, повремено су подложне великим грмљавинама и готово су у потпуности изгореле у различитим приликама, нарочито на Црни четвртак 1851. године, Црни петак (1939) и током пожара 2003. и 2006-07. године.
Одређене врсте биљака су се наслониле на пожаре како би се размножавале. На пример код неких врста биљака ватра доводи до отварања семена што им омогућава клијање. Ватра такође подстиче раст нових травњака. Друге врсте су се прилагодиле брзом опоравку од пожара. Ипак, штета по околна људска пребивалишта и домаћу фауну може бити велика и повремено катастрофална. Пожари у Џанбери 2003. године озбиљно су погодили готово 70% пашњака, шума (плантаже бора) и паркова природе аустралијског главног града. Након што су недељу дана горели, пожари су ушли у предграђе града 18. јануара 2003. Четири особе су погинуле, а више од 500 домова је уништено или тешко оштећено. Пожари избили на Црну суботу били су посебно интензивни у деловима викторијанског високог континента и уништили су неколико градова, укључујући Кинглаке и Марисвил. У пожарима је страдало 173 људи, највећи губитак живота током пожара у Аустралији. У целој држави пожари су изгорели преко 400.000 хектара и уништили 2.029 поседа.

## Активности

### Заштита животне средине
Аустралијски национални паркови и резервати прелазе преко аустралијске престоничке територије, Новог Јужног Велса и Викторије. То су:
- Алпски национални парк — 660.550 хектара.
- Авон Вилдерес парк — 39.650 хектара.
- Национални парк Бав Бав — 13.300 хектара.
- Резерват Бимбери — 10.886 хектара.
- Национални парк Бриндбела — 18.472 хектара.
- Национални парк Коћушко — 690.425 хектара.
- Национални парк врх Буфало — 31.000 хектара.
- Национални парк Намаги — 105.900 хектара.
- Резерват Скаби Ранч — 4.982 хектара.
- Национални парк Снежна река — 98.100 хектара.
- Резерват Тибнабила — 5.450 хектара.

### Пешачење
Пешачење је могуће у било ком региону Алпских планина. Направљена је специфична стаза која се користи зими за скијање, а лети за ходање. Стаза је дуга 650 км и пролази преко аустралијске престоничке територије, Снежне планине и Викторије. Пешачи могу посетити реку Мари (енгл. Murray), најдужу реку у Аустралији (2.589 км). Најближи град пешацима је Камбера.

### Зимски спортови
Снег пада у Аустралији једино на аустралијским Алпима и у делу Тасманије, острву на источној ивици Индијског океана, отприлике 240 км јужно од аустралијског континента. Аустралијанци почели да се баве скијањем почетком 19. века. Нека одмаралишта за зимске спортове у Аустралији укључују:
- Алпско скијање: врло раширен начин скијања на планинским падинама прекривеним снегом. Име је добило по Алпима, планинском венцу у Европи где је традиција таквог начина скијања и зачета. Иако је алпско скијање данас раширено у целом свету и на свим континентима, назив се задржао до данас. Алпско скијање се практикује у следећим државама:
- Нови Јужни Велс:
  - Тербо — 2.037 метара.
  - Пенишер — 1.720 метара.
  - Селви Сновифлд — 1.614 метара.
  - Шарлот Пас — 1.964 метара.
- Викторија:
  - Врх Хотам — 1.861 метар.
  - Падавина Крек — 1.600 метара.
  - Врх Булер — 1.807 метара.
  - Врх Буфало — 1.723 метара.
  - Врх Бав Бав — 1.567 метара.
  - Врх Динер План — 1.570 метара.

Скијашко трчање: Нордијско скијање је популарна верзија скијања, која садржи разне дисциплине, а заједничко им је што пета не може да се причврсти на скију. Често се назива и скијашко трчање те је по том називу јасно да се ради о техници скијања која се користи углавном на равнијим површинама прекривеним снегом. Име је добило по земљама у којима је настало а и данас је најраширеније управо у нордијским земљама: Финској, Норвешкој, Шведској. Нордијско скијање је популаран вид рекреације али и такмичарски спорт који је стандардан на зимским олимпијским играма.
- Језеро Планина — 1.480 метара.
- Врх Стиглнинг — 1.749 метара.
- Врх Свети Гвинеар — 1 509 метара.

### Урбанизација планине Снежна планина
Током 50-их, извршени су радови како би се водени ток преусмерио према југозападу који је био заслужен за производњу електричне енергије градовима у том делу. Изграђено је 16. брана. Грађани суседних градова као и 100.000 радника из 30. држава учествовали су у изградњи. Ископано је око 140 км тунела. Ова изградња је сматрана чудесном изградњом савременог света. Захваљујући овој изградњи основан је град Кабрамура.
Главна језера пројекта су језера Еукубен, Џиндабин, Талбинго и Бловеринг. Највећи резервоар је језеро Еукубен које је захтевало изградњу земљане бране високе 116 и дебеле 686 метара. Са својих 4,3 милијарде м³ складиштене воде (девет пута већа од количине воде ускладиштене у сиднејском заливу) највећа је брана у региону. Тунелима је повезан са другом страном Великих разводних планина и доводи воду Снежној реци као и Тумуту, аустралијском граду.
Град Кома је седиште воденог тока. Градови Адаминаби, Џиндабин и Талбинго пресељени су из својих долина како би се изградиле најважније бране. Нови градови на језеру постали су популарна одредишта за риболов пастрмке. Град Кабрамура, изграђен за реализацију, постао је највиши град у Аустралији.

## Галерија
- Врх хотам у Викторији
- Врх Гинини у Аустралијској престоничкој територији
- Село Шарлот Пас
- Дрво Еукалиптуса
- Pseudophryne corroboree.
- Валаби.
- Брумби, дивљи Коњ.
- Вомбат.